# Zo'é
Zo'é (Poturu).- Pleme Tupian Indijanaca sa sjevera brazilske države Pará u dolini rijeke Cuminapanema. Sami sebe nazivaju Zo’é, dok ih Funai (Fundação Nacional do Índio)  označava imenom Poturu. Godine 1998. popisano ih je 152.
Pleme živi izolirano, a u rijetkim su kontaktima s misionarima tek od kasne druge polovice 20. stoljeća. Socijalna struktura Zo’é Indijanaca je decentralizirana a lokalne grupe su politički i ekonomski autonomne. Tijekom agrikulturnih radova (uzgoj manioke) oni su sjedilačko stanovništvo koje postaje mobilno nastupom lovačke i ribarske sezone. Glavna lovina je majmun kojim obiluje njihovo lovno područje od 1,000.000 akara (4046 četvornih kilometara). Mladunčad ubijenih majmuna Zo'é odvode kućama gdje oni žive kao kućni ljubimci. Polja im se nalaze u blizini sa zasađenom maniokom, bananama, slatkim krumpirom i urukuom. Uruku Indijancima služi da s njime boje svoja tijela i divlji pamuk.
Svi Zoe nose 'poturu', veliki drveni klin probijen kroz donju usnu. Indijanci kažu da ne znaju odakle je taj običaj došao, ali da ih razlikuje od svih ostalih plemena. Dječaci i djevojčice poturu počinju nositi od svoje šeste godine. Isprva je malen, no do odrasle dobi bude dugačak 7 inča (18 centimetara).
Djecu rođenu s fizičkim defektima zakapaju odmah po rođenju. 

## Vanjske poveznice
- Zo’é  Arhivirana inačica izvorne stranice od 29. prosinca 2004. (Wayback Machine);
- Poturu Do Brasil